# Мечеть Ходжи Якуба

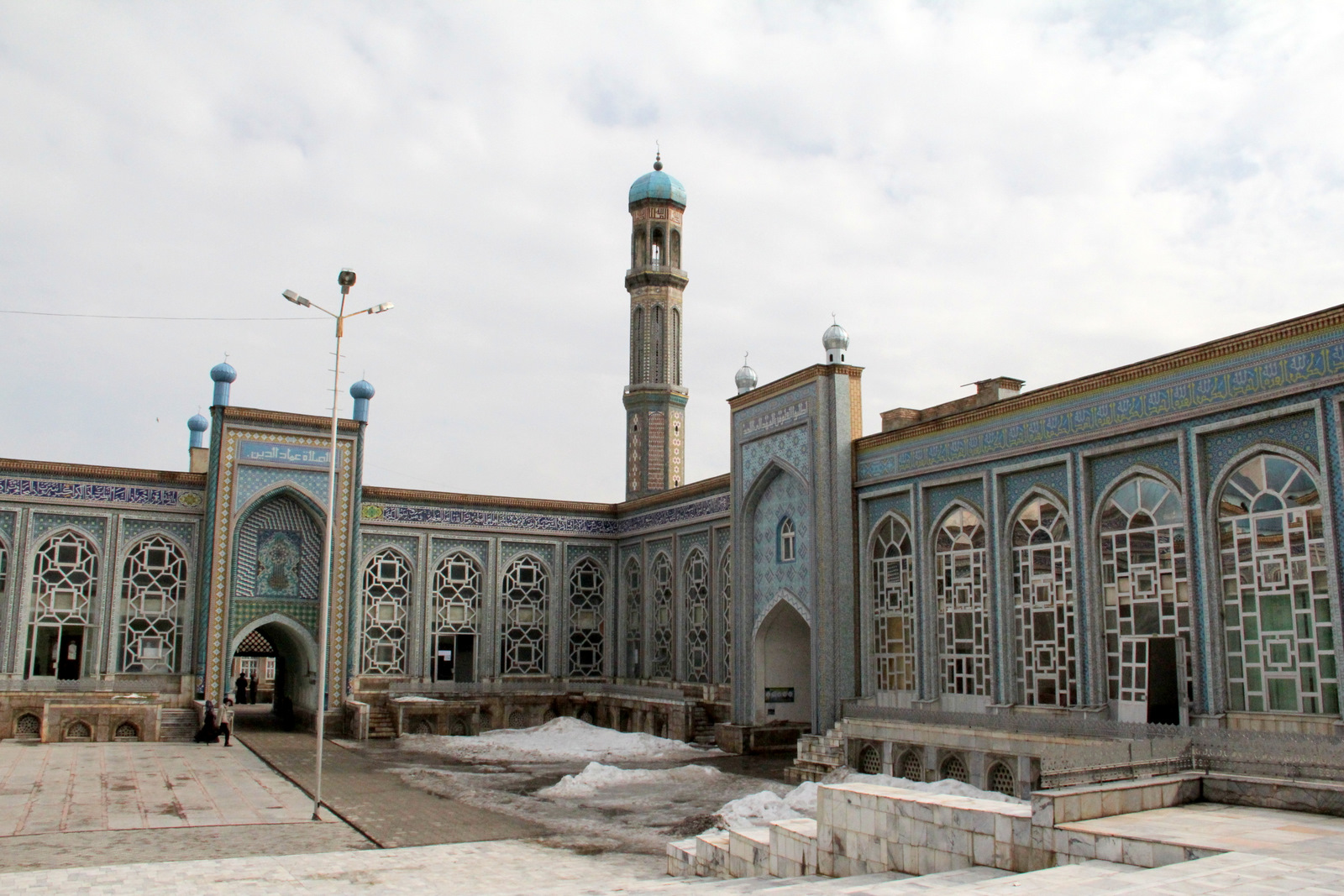
Мечеть Ходжи Якуба

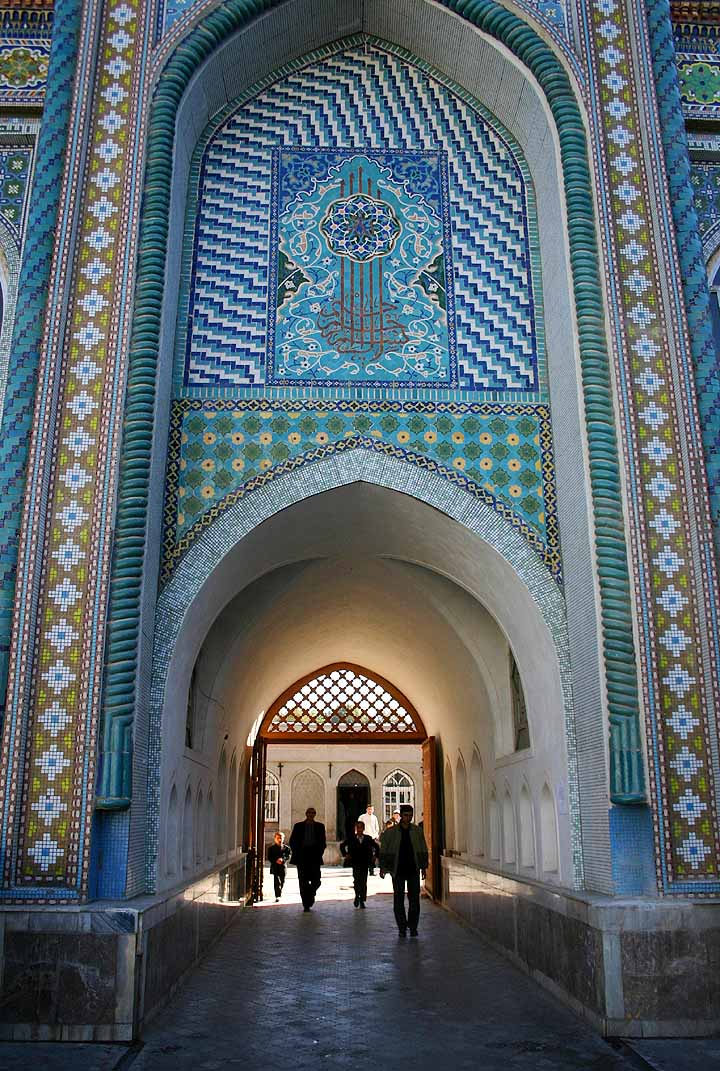
Вход в мечеть

Мечеть Ходжи Якуба (тадж. Масҷиди Ҳоҷӣ Яъқуб), также называется Медресе (тадж. Мадраса) — соборная мечеть, памятник архитектуры начала XX века в Душанбе. Данный время здесь распологаеться Исламский центр Таджикистана (Маркази исломии Тоҷикистон ва ё Шурои уламои Ҷумҳурии Тоҷикистон) https://www.youtube.com/@MarkaziIslomiiTojikiston ва https://shuroiulamo.tj/
Мечеть может вместить одновременно 6—7 тысяч человек.
Мечеть расположена в исторической части города (на месте кишлака Душанбе) в махалле района Исмоили Сомони, на улице Шодмон и Хабиба Ахрори недалеко от центральной улицы — проспекта Рудаки. Рядом с мечетью находится гостиница «Авесто», парк «Истиклол» и Таджикский исламский институт им. Имама Азама.

## История
Мечеть имени Ходжи Якуба была построена в 1890 году. Первоначальная площадь этой мечети была не такой большой, в нее входила только левая часть нынешней мечети. В 1905—1910 годах она была построена как временная мечеть, а позже стала общественной мечетью. В 1920—1943 годах мечеть не действовала из-за антирелигиозности коммунистического режима.

### Ремонт и реконструкция
В период муфтия Ходжи Фатхуллохона Шарифзоды, в 1994 году, старое здание мечети было снесено, а в 1995 году было построено главное здание новой мечети в два этажа с куполом и постройками по обеим сторонам мечети. Впервые в 1996 году реконструкцию и ремонт внутренних и наружных стен мечети начал мастер Саид Икром Конибодоми, а в период пребывания на посту главы Исламского центра Ходжи Амонулло Нематзоды в 2009 году первый этаж, а также внутренние и внешние стены мечети были полностью отремонтированы. А в период председательства Саидмукаррама Абдлукодирзоды в 2010—2014 годах был полностью завершен ремонт подвала и второго этажа мечети и ее омовенной, а также кровли мечети и Исламского центра.
На протяжении многих лет в мечети размещался судья, затем муфтий, а ныне Совет улемей (Шӯрои уламо) Республики Таджикистан. Офис Исламского центра Республики Таджикистан и Правление Совета улемов расположены рядом с мечетью.